# ويكيبيديا اللوكسمبورغية
ويكيبيديا اللكسمبورغية (اللوكسمبورغية:Wikipedia op Lëtzebuergesch) هي النسخة اللكسمبورغية من موسوعة ويكيبيديا.

## الإحصائيات
| عدد المستخدمين المسجلين | عدد المستخدمين النشيطين | عدد المقالات | صفحات المحتوى | عدد التعديلات | عدد الملفات المرفوعة | عدد الإداريين |
| ----------------------- | ----------------------- | ------------ | ------------- | ------------- | -------------------- | ------------- |
| 65٬503                  | 77                      | 65٬099       | 141٬973       | 2٬608٬730     | 2٬555                | 7             |

## المقالات
معظم المقالات مخصصة لموضوعات متعلقة بلوكسمبورغ . المشكلة الرئيسية في هذه الموسوعة هي عدم وجود قواعد تهجئة ثابتة بوضوح لللغة اللوكسمبورغية، الأمر الذي يجبر المشاركين المحليين على بذل جهود لكتابة المقالات على معيار واحد معتمد.

## معرض الصور

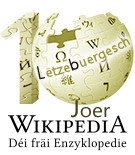
شعار ويكيبيديا اللوكسمبورغية في الذكرى العاشرة لتأسيسها
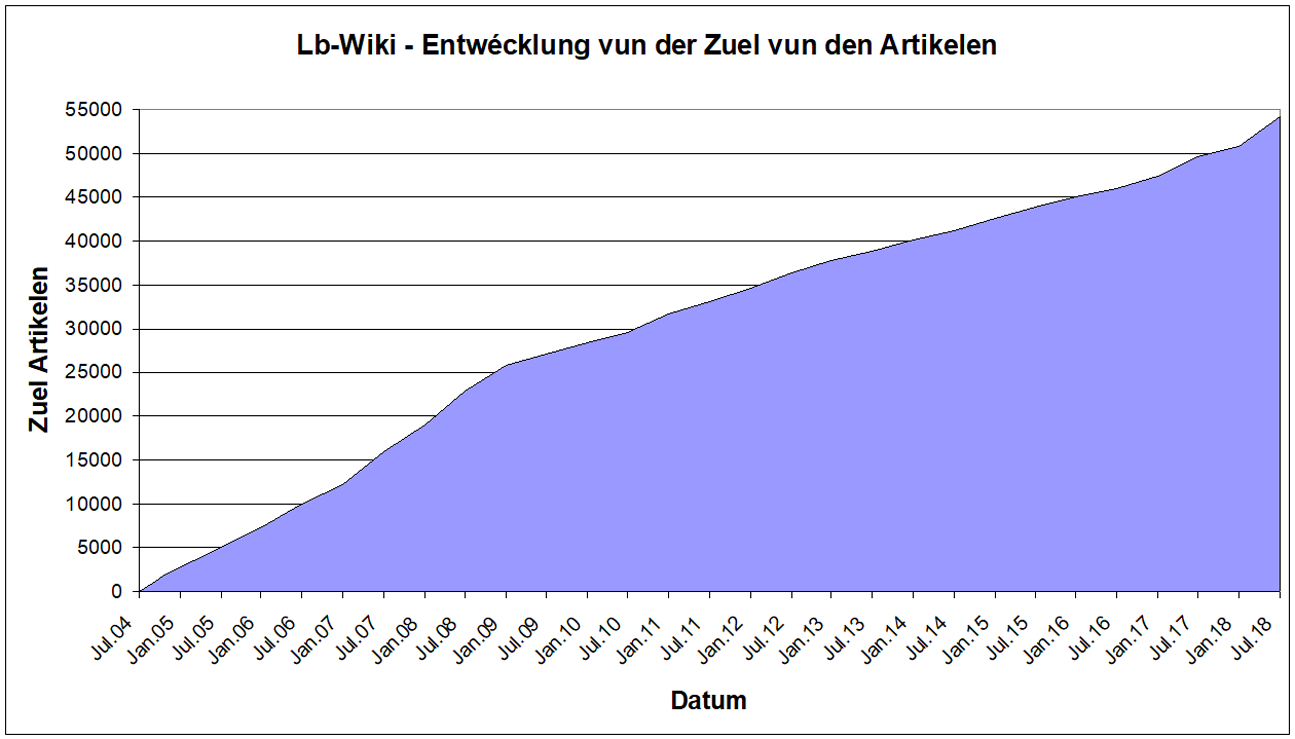
رسم بياني لنمو عدد مقالات ويكيبيديا اللوكسمبرغية منذ إنشائها حتى يوليو 2018